# Roque Olsen
Roque Germán Olsen Fontana (Sauce de Luna, 9 settembre 1925 – Siviglia, 15 giugno 1992) è stato un calciatore e allenatore di calcio argentino con passaporto spagnolo.

## Carriera
Ha giocato per il Real Madrid dal 1950 al 1957 ed è stato l'allenatore di Real Saragozza (1964-1965) e Barcellona (1965-1967).

## Palmarès

### Giocatore

#### Club

##### Competizioni Nazionali
- Campionato argentino: 1

Racing Avellaneda: 1950
- Campionato spagnolo: 3

Real Madrid: 1953-1954, 1954-1955, 1956-1957

##### Competizioni Internazionali
- Coppa dei Campioni: 2

Real Madrid: 1955-1956, 1956-1957
- Coppa Latina: 1

Real Madrid: 1955

### Allenatore

#### Club

##### Competizioni Nazionali
- Segunda División spagnola: 5

Cordoba: 1961-1962
Deportivo: 1963-1964
Elche: 1972-1973
Siviglia: 1974-1975
Las Palmas: 1984-1985

##### Competizioni Internazionali
- Coppa delle Fiere: 1

Barcellona: 1965-1966